# N-아세틸글루탐산
N-아세틸글루탐산(영어: N-acetylglutamic acid)은 오르니틴 아세틸기전이효소에 의해 글루탐산과 아세틸오르니틴으로부터 생합성되고, N-아세틸글루탐산 생성효소에 의해 글루탐산과 아세틸-CoA로부터 생합성된다. N-아세틸글루탐산의 화학식은 C7H11NO5이며, 짝염기는 N-아세틸글루탐산염(영어: N-acetylglutamate, NAG)이다. 생합성의 역반응인 아세틸기의 가수분해는 특정 가수분해효소에 의해 촉매된다. N-아세틸글루탐산은 원핵생물 및 단순 진핵생물에서 아르기닌의 생합성에 관여하는 첫 번째 대사 중간생성물이며 척추동물의 신체로부터 배설하기 위해 독성이 있는 암모니아를 요소로 전환시키는 요소 회로로 알려진 과정에서의 조절자이다.

## 발견
N-아세틸글루탐산은 양성자 핵자기 공명(1H NMR) 분광법, 푸리에 변환 적외선 분광법, 기체 크로마토그래피-질량 분석법과 같은 구조 결정 기술을 사용하여 특성화된 원핵생물인 리조비움 트리폴리이(Rhizobium trifolii)로부터 분리된 세포 외 대사산물이다.
리조비움속에서 N-아세틸글루탐산의 세포 외 축적은 공생 플라스미드의 노드인자 유전자와 관련된 대사로 인한 것이다. 노드인자에 돌연변이가 일어나면 N-아세틸글루탐산의 생성이 줄어든다.

## 생합성

### 원핵생물 및 단순 진핵생물
원핵생물 및 단순 진핵생물에서 N-아세틸글루탐산은 N-아세틸글루탐산 생성효소(NAGS) 또는 오르니틴 아세틸기전이효소(OAT)에 의해 생성될 수 있다.

#### 오르니틴 아세틸기전이효소(OAT)에 의한 합성
오르니틴 아세틸기전이효소는 글루탐산과 아세틸오르니틴으로부터 N-아세틸글루탐산을 합성할 수 있다. 이는 오르니틴을 합성할 수 있는 능력을 가진 원핵생물에서 N-아세틸글루탐산을 생성할 수 있는 방법이다.

#### N-아세틸글루탐산 생성효소(NAGS)에 의한 합성
N-아세틸글루탐산 생성효소는 체세포 분열 또는 분해를 통해 세포에 의해 손실된 N-아세틸글루탐산을 보충하는 역할을 하는 효소이다. N-아세틸글루탐산 생성효소는 아세틸-CoA로부터 글루탐산으로 아세틸기의 전이를 촉매하여 N-아세틸글루탐산을 생성한다. 비순환적 오르니틴을 생성하는 원핵생물에서 N-아세틸글루탐산 생성효소는 N-아세틸글루탐산을 합성하는 유일한 방법이며, N-아세틸글루탐산 생성효소는 아르기닌에 의해 저해된다. 글루탐산의 아세틸화는 프롤린 생합성에 의해 글루탐산이 사용되는 것을 방지하는 것으로 생각된다.

### 척추동물
원핵생물과 달리 포유류의 N-아세틸글루탐산 생성효소는 프로타민과 함께 아르기닌에 의해 촉진된다. N-아세틸글루탐산 생성효소는 N-아세틸글루탐산 및 그 유사체(기타 N-아세틸화 화합물)에 의해 저해된다.
뇌는 또한 미량의 N-아세틸글루탐산을 함유하고 있지만 N-아세틸글루탐산 생성효소의 발현은 발견되지 않는다. 이것은 N-아세틸글루탐산이 아직 결정되지 않은 뇌의 다른 효소에 의해 생성됨을 시사한다.

## 생물학적 역할

### 척추동물 및 포유류
척추동물과 포유류에서 N-아세틸글루탐산은 요소 회로의 첫 번째 효소인 미토콘드리아의 카바모일 인산 합성효소 I(CPSI)에 대한 알로스테릭 활성화제이다. N-아세틸글루탐산은 요소 회로의 첫 번째 대사 중간생성물인 카바모일 인산의 생성을 촉발한다. 카바모일 인산 합성효소 I은 N-아세틸글루탐산이 존재하지 않을 때 비활성화된다. 간과 소장에서 N-아세틸글루탐산 의존성 카바모일 인산 합성효소 I은 요소 회로의 두 번재 대사 중간생성물인 시트룰린을 생성한다. N-아세틸글루탐산의 간세포에서의 분포는 총 N-아세틸글루탐산 가용성의 56%가 미토콘드리아에서, 핵에서 24%, 세포질에서 나머지 20%로 미토콘드리아에서 가장 높다. 간 및 콩팥 세포의 아미노아실레이스 I은 N-아세틸글루탐산을 글루탐산과 아세트산으로 분해한다. 대조적으로 N-아세틸글루탐산은 피리미딘 합성에 관여하는 세포질에서 발견되는 카바모일 인산 합성효소에 대한 알로스테릭 보조 인자가 아니다.
N-아세틸글루탐산의 농도는 단백질의 소비가 증가할 때 요소 회로를 통해 분비되어야 하는 암모니아의 축적으로 인해 증가하는 데, 이는 카바모일 인산 합성효소 I의 보조 인자로서 N-아세틸글루탐산의 역할을 지지한다. 또한 N-아세틸글루탐산은 콩, 옥수수, 커피와 같이 일반적으로 소비되는 많은 식품에서 발견할 수 있으며 코코아 가루는 현저하게 고농도로 함유되어 있다.
사람에서 N-아세틸글루탐산의 결핍은 요소의 생성을 차단하여 궁극적으로 혈액의 암모니아 농도를 증가시키는(고암모니아혈증) 상염색체 열성 질환이다. 결핍은 N-아세틸글루탐산 생성효소를 암호화하고 있는 유전자의 결함 또는 합성에 필수적인 전구체의 결핍으로 인해 발생할 수 있다.

### 세균
N-아세틸글루탐산은 대장균에서 아르기닌 생산 경로의 두 번째 대사 중간생성물이며 N-아세틸글루탐산 생성효소(NAGS)에 의해 생성된다. 이 경로에서 N-아세틸글루탐산 키네이스(NAGK)는 아데노신 삼인산(ATP)의 가수분해에 의해 생성된 인산을 사용하여 N-아세틸글루탐산의 감마(세 번째) 카복실기의 인산화를 촉매한다.

### 토끼풀 실생 뿌리
뿌리혹박테리아(리조비움속)는 토끼풀(Trifolium repens) 실생 뿌리와 공생 관계를 형성하고 콜로니를 형성할 수 있다. 뿌리혹박테리아에 의해 생성된 세포 외 N-아세틸글루탐산은 토끼풀 실생 뿌리에 뿌리털의 분지, 뿌리 끝의 부기, 뿌리의 가장 바깥쪽 세포층에서 발견되는 미분화 세포의 세포 분열 수의 증가의 세 가지 형태학적 영향을 미친다. 이것은 N-아세틸글루탐산이 유사분열의 자극에 관여함을 시사한다. 트리폴리움 프라기페룸(Trifolium fragiferum)에서도 동일한 효과가 관찰되었지만 콩과 식물에서는 관찰되지 않았다. 클로버 종에 대한 N-아세틸글루탐산의 효과는 글루타민, 글루탐산, 아르기닌 또는 암모니아의 효과보다 더 강력했다.

## 구조
|  |

N-아세틸글루탐산은 2개의 카복실기와 두 번째 탄소로부터 돌출된 아마이드기로 구성된다. 생리학적 pH(7.4)에서 N-아세틸글루탐산의 구조는 모든 카복실기가 탈양성자화되어 있다.

### 양성자 NMR 분광법
|  |

|  |

N-아세틸글루탐산의 분자 구조는 양성자 핵자기 공명(1H NMR) 분광법을 사용하여 결정되었다. 양성자 NMR은 스펙트럼에 기록된 화학적 이동을 기반으로 양성자의 존재 및 작용기의 위치를 나타낸다.

### 13C NMR 분광법
|  |

양성자 NMR 분광법과 마찬가지로 탄소-13 (13C) NMR 분광법은 분자 구조 결정에 사용되는 방법이다. 13C NMR은 특정 작용기에 해당하는 화학적 이동을 기반으로 분자에 존재하는 탄소의 유형을 나타낸다. N-아세틸글루탐산은 3개의 카보닐 함유 치환기로 인해 카보닐 탄소를 가장 뚜렷하게 나타낸다.

## 같이 보기
- 글루탐산
- γ-카복실글루탐산
- 요소 회로
- 아르기닌
- 오르니틴